# Begonia sciaphila
Espèce
Synonymes
- Begonia sciaphila var. sciaphila[1]

Begonia sciaphila est une espèce de plantes de la famille des Begoniaceae. Ce bégonia est originaire d' Afrique. L'espèce fait partie de la section Filicibegonia. L'espèce a été décrite en 1921 par  Adolf Engler (1844-1930), à la suite des travaux de Ernest Friedrich Gilg (1867-1933). L'épithète spécifique sciaphila vient de scia-, ombre, et de philus (du grec philos, ami), ce qui signifie donc « qui aime l'ombre ».

## Répartition géographique
Cette espèce est originaire des pays suivants : Angola ; Cameroun ; Gabon.

## Liste des variétés
Selon Tropicos (23 février 2017) (Attention liste brute contenant possiblement des synonymes) :
- variété Begonia sciaphila var. longipedunculata R. Wilczek
- variété Begonia sciaphila var. sciaphila Gilg ex Engl.